# Mawsonia

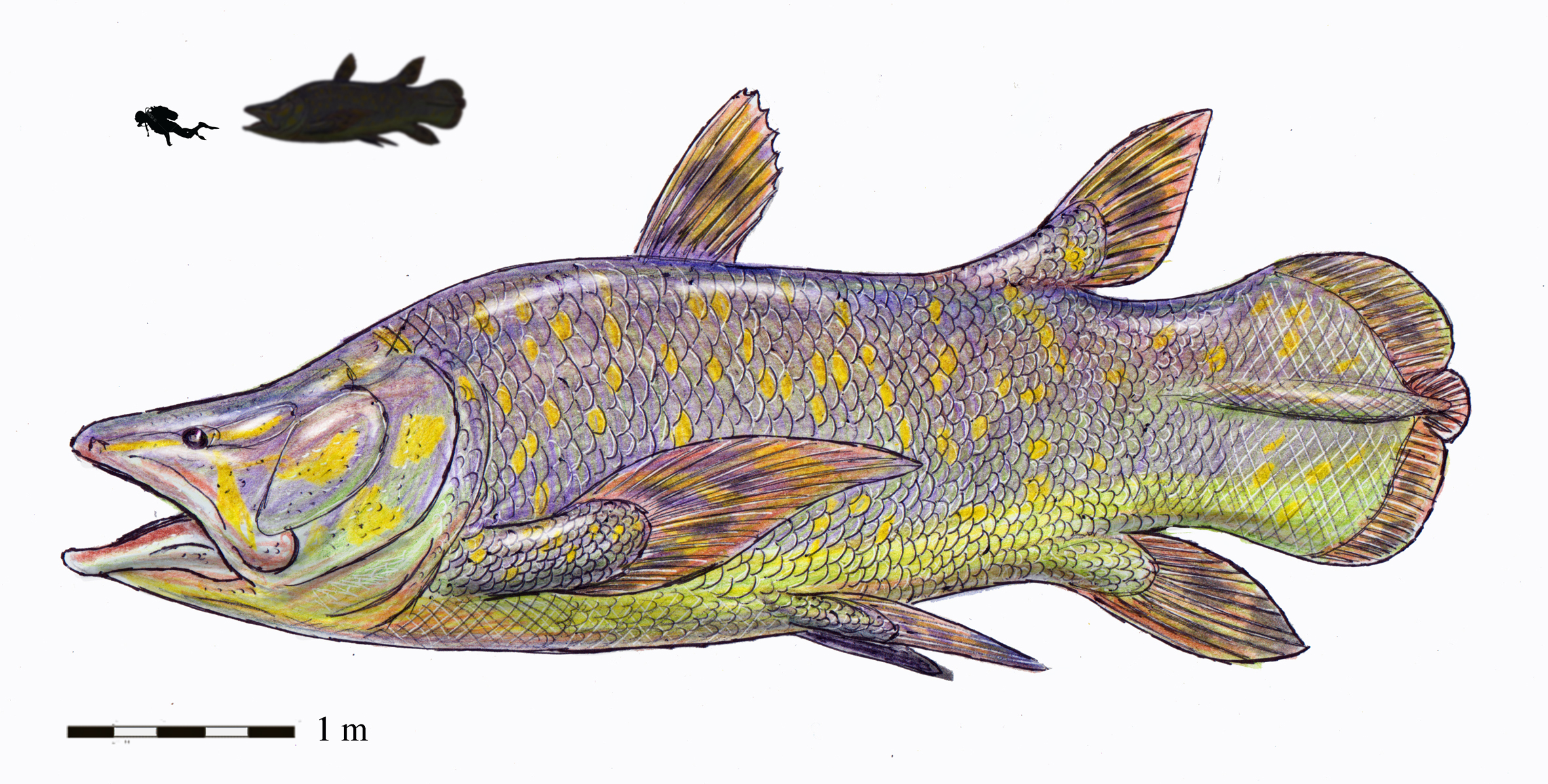
Reconstrução paleoartística de um Mawsonia (comparação de tamanho com um humano adulto no canto superior esquerdo).

Mawsonia é um gênero extinto de peixes celacanto pré-históricos. É o maior dos gêneros de celacantos, variando de cerca de 3,5 metros até 6,3 metros de comprimento. Estudo em 2021 estimou que M. gigas atingiu até 5,3 metros de comprimento. Ele viveu durante os últimos períodos Jurássico a Cretáceo (andares Titoniano a Cenomaniano, cerca de 152 a 96 milhões de anos atrás) da América do Sul, leste da América do Norte e África. Mawsonia foi descrita pela primeira vez pelo paleontólogo britânico Arthur Smith Woodward em 1907.

## Descoberta e taxonomia

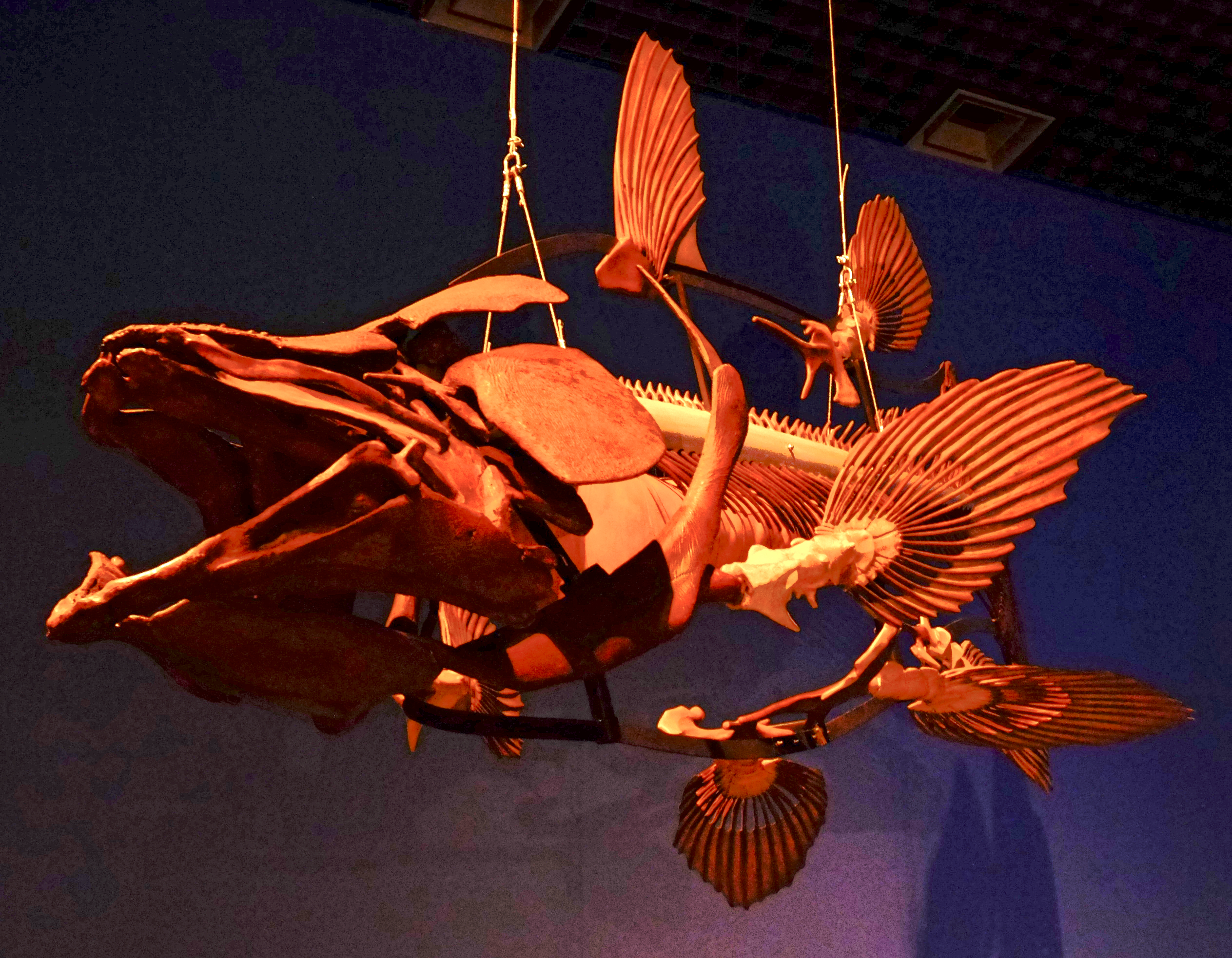
Montagem esquelética de "Mawsonia" lavocati que mais tarde é considerada como uma espécie de Axelrodichthys, reconstruída a partir de B. brasiliensis e do celacanto moderno.

O gênero foi nomeado por Arthur Smith Woodward em 1907, a partir de espécimes encontrados no Grupo de Ilhas do Cretáceo Inferior (Hauteriviano) da Bahia, Brasil.
Fósseis foram encontrados em três continentes; na América do Sul foram encontrados no Grupo Bahia, nas Formações Formação Santana, Alcântara, Brejo Santo e Missão Velha do Brasil, e na Formação Tacuarembó do Uruguai. Na África, eles são conhecidos do Intercalaire Continental da Argélia e da Tunísia, a Formação Ain el Guetar da Tunísia, o Grupo Kem Kem do Marrocos e a Bacia Babouri Figuil dos Camarões, abrangendo desde o Jurássico Superior até o Cretáceo Superior. Fósseis atribuídos a Mawsonia também foram encontrados na Formação Woodbine do Texas, EUA, então parte do continente insular Appalachia.
A espécie-tipo é Mawsonia gigas, nomeada e descrita em 1907. Inúmeras espécies distintas foram descritas desde então. M. brasiliensis, M. libyca, M. minor e M. ubangiensis foram todos propostos como sinônimos de M. gigas, embora a tese de Léo Fragoso de 2014 sobre mawsoniideos considere M. brasiliensis válida e adverte contra a sinonimização de M. minor sem um exame mais aprofundado. Várias publicações recentes consideram o M. brasiliensis válido também. Embora inicialmente considerado como pertencente a este gênero, "Mawsonia" lavocati provavelmente se refere a Axelrodichthys.

## Descrição
O peixe tem seis barbatanas: duas na parte superior do corpo, duas nas laterais, uma na extremidade da cauda e uma na parte inferior da cauda. Em vez de ter dentes, o interior da boca era coberto por pequenos dentículos (1-2 mm).

## Paleoecologia
Mawsonia era nativo de ecossistemas de água doce e salobra. A dieta de Mawsonia e seu mecanismo de alimentação é incerto. Tem sido sugerido que os dentículos foram usados para esmagar organismos de casca dura (durofagia) ou que a presa foi engolida inteira usando alimentação por sucção.